# Valvola rotativa
La valvola rotativa, o a pistone, è un dispositivo meccanico che permette la conduzione, o la interruzione, di un flusso in un condotto.

## Utilizzo nell'industria
Nell'industria, le valvole rotative sono utilizzate per regolare il flusso di un prodotto convogliato, in genere per interrompere o ridurre la portata del flusso. 
Le applicazioni tipiche sono per l'alimentazione di una quantità pesata, o per il convogliamento che abbisogna di una portata a sezione completa, per evitare ostruzioni.
Come parte di un processo di trasferimento di materiale è evidente la utilità nei trasferimenti di materiali solidi, o liquidi, in quantità di massa, o di quantità misurate di precisione (farmaceutico, chimico, alimentare).
La valvola rotativa Airlock viene spesso utilizzata per inserire o estrarre il materiale da due camere con diverso livello di pressione.

## Usi nella progettazione di motori
Per la attuale applicazione motoristica vedi anche "Valvola a disco rotante".

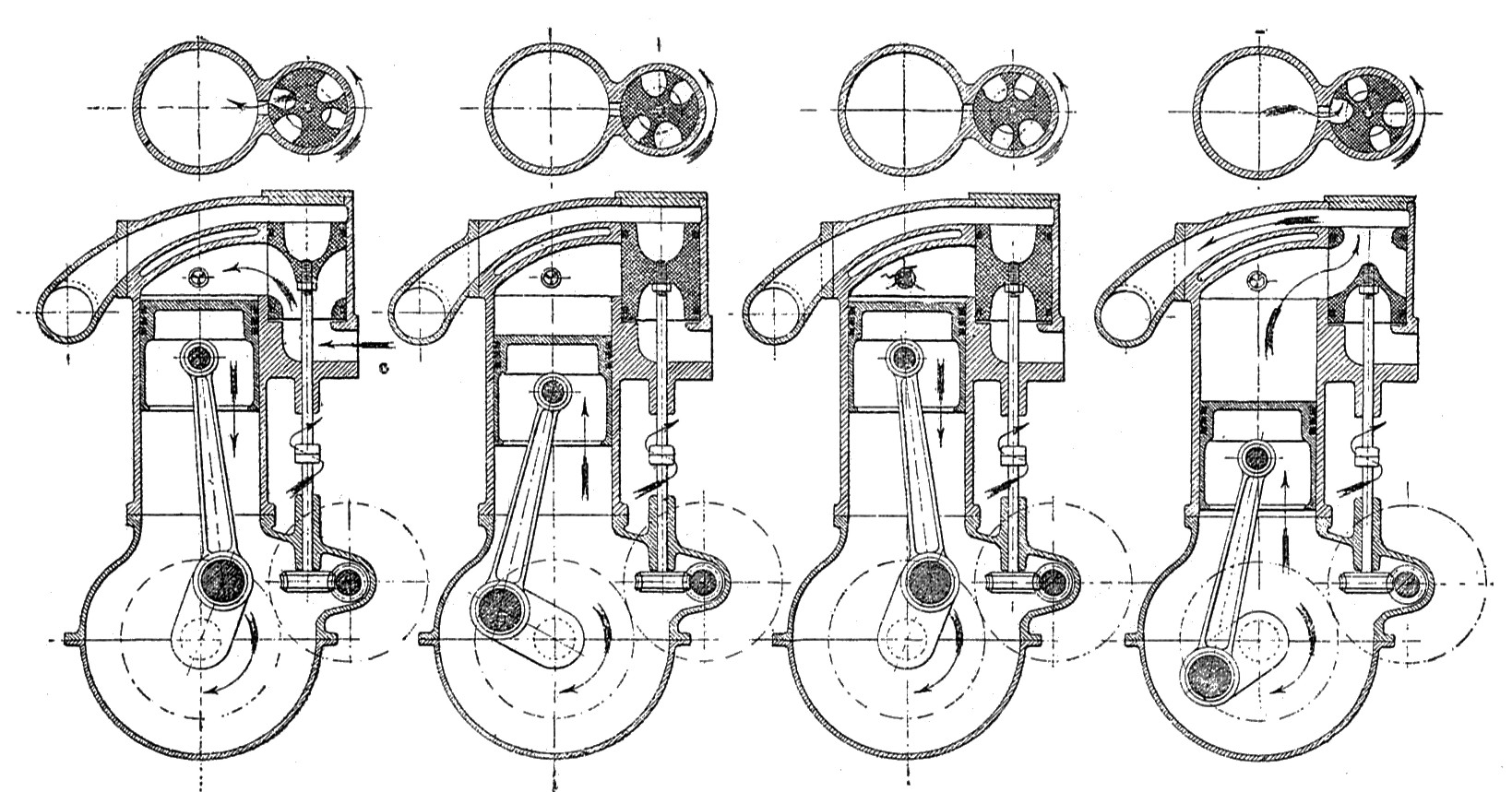
Itala Schema del motore con valvole rotative, Itala (1912).

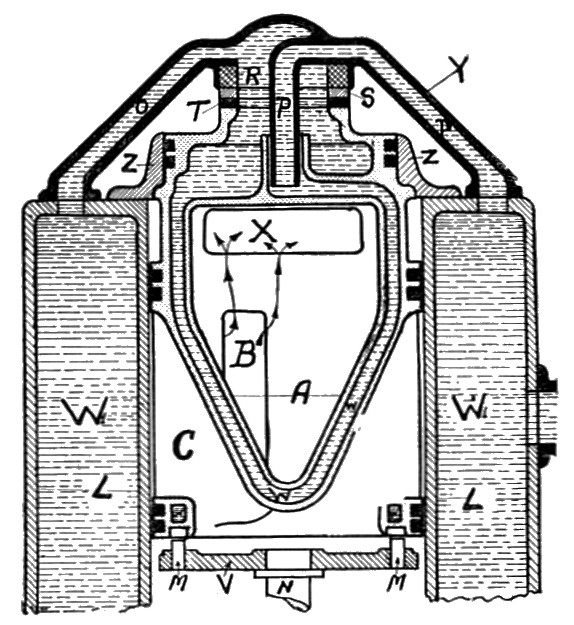
Itala Raffreddamento della valvola rotativa del motore della Itala (1919).

La storica azienda automobilistica Itala (del famoso raid Pechino-Parigi del 1912) progettò anche motori a valvole rotative.
La valvola rotativa nel progetto del motore a combustione interna presenta numerosi vantaggi rispetto alle soluzioni convenzionali con valvole a fungo e molle, sono infatti ammessi rapporti di compressione e velocità di rotazione significativamente più elevate, (non ci sono vibrazioni di risonanza delle molle), quindi maggiore potenza, una testata molto più compatta e leggera e una complessità ridotta, che significa maggiore affidabilità e costi inferiori.
Molto importante è inoltre la sezione di passaggio del fluido che può essere notevolmente superiore alla alzata delle valvole a fungo ad alti regimi.
Poiché l'aspirazione e lo scarico possono essere combinati in una sola valvola, è necessario prestare particolare attenzione al raffreddamento della valvola stessa, per evitare autocombustioni e conseguente battito in testa del motore.
Le valvole rotative sono particolarmente adatte per i motori a due tempi, per evitare il riflusso verso il condotto di aspirazione in fase di compressione.
Nei motori convenzionali ad elevati regimi di rotazione, come le auto di Formula 1, o le auto sportive in genere, appare evidente la complessità e la vulnerabilità del tradizionale sistema con valvole a fungo e molle di chiusura, soggette a pesanti sollecitazioni in tempi brevissimi, ad alti regimi con scadenti sezioni di conduzione nei condotti. Inoltre la compressione delle molle sottrae una notevole potenza.
La distribuzione desmodromica è difficilmente proponibile per la sua complessità e dimensioni in un motore pluricilindrico.
Le applicazioni con valvole rotative sono state progettate e brevettate per motori a due tempi ed a 4 tempi.

## Applicazioni motoristiche
Il costruttore di motori austriaco Rotax ha utilizzato le valvole di aspirazione rotative con il loro motore a due tempi Rotax 532 da 64 hp (48 kW) (ora fuori produzione) e continua a utilizzare valvole di aspirazione rotative nel successore del 532, la produzione attuale di 64 CV (48 kW ) Rotax 582.
Le valvole rotative sono in sperimentazione. Lo sviluppatore australiano Bishop Innovation e Mercedes-Ilmor hanno testato valvole rotative per un motore F1 V10.
Anche la Kawasaki (2013) con la KawasaNinja 300, sta sviluppando un motore con regimi di rotazione, e rapporti di compressione più elevati.
La Suzuki RG500 "Gamma" fu dotata di un motore 4T, con valvola rotativa.

## Utilizzo negli strumenti musicali a fiato

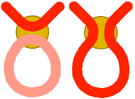
Schema di una valvola rotativa: il percorso dell'aria è indicato in rosso

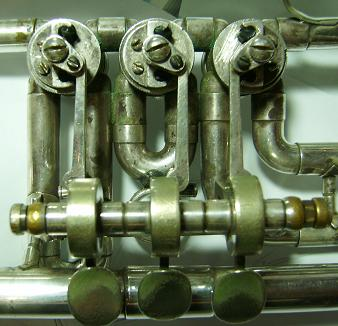
Cilindri di un flicorno

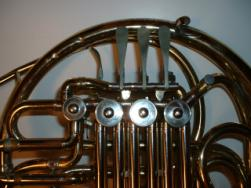
Dettagli dei cilindri di un corno francese Conn 6D

La valvola rotativa, spesso nota anche come cilindro, negli ottoni, è un meccanismo che consente all'esecutore di variare la nota musicale emessa dallo strumento, permettendo il passaggio dell'aria in tubi aggiuntivi, allungando dunque la lunghezza del canneggio e la frequenza di base della serie armonica dello strumento.
Senza questo tipo di meccanismo, gli ottoni sarebbero essenzialmente limitati all'emissione della serie degli armonici generati dal corpo tubolare dello strumento stesso.
Prima dell'invenzione dei pistoni la valvola rotativa era l'unico meccanismo, insieme alla "coulisse" dei primi rudimentali sackbut, che consentisse l'esecuzione dell'intera scala cromatica.
Le valvole rotative furono inventate da Joseph Riedlin nel 1832.
Prima dell'invenzione dei cilindri e dei pistoni, gli ottoni (tranne appunto i tromboni) erano strumenti diatonici e per cambiare tonalità gli interpreti dovevano passare a strumenti di lunghezza diversa, o aggiungere manualmente delle prolunghe.
Negli ottoni contemporanei, tranne eccezioni, le valvole rotative sono presenti solo nei corni francesi e nelle ritorte dei tromboni. Ad ogni modo alcuni modelli di trombe, tromboni, flicorni e tuba sono ancora costruiti con l'utilizzo di cilindri in luogo dei moderni pistoni.